# NDR 1
Unter NDR 1 versteht man seit 1981 die Landesprogramme des NDR-Hörfunks. Drei der vier Landesprogramme tragen in ihrem Namen auch diese Bezeichnung:
- NDR 1 Niedersachsen – Landesprogramm für Niedersachsen aus dem Landesfunkhaus Hannover
- NDR 1 Welle Nord (anfangs NDR Welle Nord und seit 15. Oktober 1990 NDR 1 Welle Nord) – Landesprogramm für Schleswig-Holstein aus dem Landesfunkhaus Kiel
- NDR 1 Radio MV – Landesprogramm für Mecklenburg-Vorpommern aus dem Landesfunkhaus Schwerin

Zudem gibt es mit NDR 90,3 ein Landesprogramm für Hamburg.

## Geschichte
Bis 1981 sendete NDR 1 mit WDR 1 ein gemeinsames Programm, das sich nur zeitweise in Regionalprogramme aufspaltete.
Im Rahmen einer Neuformierung der NDR-Hörfunkprogramme entstanden schließlich am 2. Januar 1981 NDR 1 Radio Niedersachsen, NDR 1 Welle Nord und NDR Hamburg-Welle 90,3. Die drei Sender waren zunächst nur Fensterprogramme in einem gemeinsamen NDR-1-Programm, ab April 1989 gestalteten alle Wellen ihr Tagesprogramm vollständig selbst.
Am 1. Januar 1992 startete mit NDR 1 Radio MV das vierte Landesprogramm.

## Programm
Die vier Landesprogramme richten sich vornehmlich an die Zielgruppe 35+. Die Musik besteht vorwiegend aus  Oldies und Softpop, wobei es hier auch hörbare Unterschiede in der Feinpositionierung der einzelnen Landesprogramme gibt. Z.B. NDR 1 Niedersachsen spielt noch zu 15 % Schlager, während bei NDR 1 Welle Nord und NDR 1 Radio MV aktuelle Charthits und Rock gespielt werden.
In der Nacht senden alle vier Programme von 23:00 Uhr bis 5:00 Uhr (am Wochenende bis 6:00 Uhr) die ARD Hitnacht, die seit dem 16. Januar 2018 die NDR 1 Nacht ersetzt. Die ARD Hitnacht wird wie früher die NDR 1 Nacht im Wechsel von einem der vier Sender produziert. Die ARD Hitnacht wird auch von SWR 4, von hr4, der SR 3 Saarlandwelle, Antenne Brandenburg und WDR 4 gesendet. Montags bis freitags sendeten zudem bis zum 30. Dezember 2020 alle vier Programme von 23:30 Uhr bis 24:00 Uhr die Berichte von heute.
Die Landesprogramme zählen zu den erfolgreichsten Programmen des Norddeutschen Rundfunks. NDR 1 Radio MV, NDR 1 Welle Nord und NDR 1 Niedersachsen sind Marktführer in ihrem Sendegebiet. NDR 1 Niedersachsen war laut Media-Analyse 2006 II sogar das meistgehörte öffentlich-rechtliche Hörfunkprogramm Deutschlands.